# Edwardsina tasmaniensis
Edwardsina tasmaniensis là một loài ruồi trong họ Blephariceridae. Nó là loài bản địa Úc.